# Parafia Wniebowzięcia Najświętszej Maryi Panny w Nowogardzie
Parafia pod wezwaniem Wniebowzięcia Najświętszej Maryi Panny w Nowogardzie – parafia należąca do dekanatu Nowogard, archidiecezji szczecińsko-kamieńskiej, metropolii szczecińsko-kamieńskiej. Jedna z parafii rzymskokatolickich w Nowogardzie. Kościół parafialny pw. Wniebowzięcia Najświętszej Maryi Panny został wybudowany w XVI wieku w stylu późnogotyckim. Mieści się przy ulicy Kościelnej.

## Kościoły i kaplice
- Kościół Wniebowzięcia Najświętszej Maryi Panny w Nowogardzie
- Kaplica w DPS w Nowogardzie
- Kaplica szpitalna w Nowogardzie
- Kaplica w Zakładzie Karnym w Nowogardzie
- Kościół św. Michała Archanioła w Dąbrowie
- Kościół św. Barbary w Karsku
- Kościół św. Apostołów Piotra i Pawła w Olchowie
- Kościół filialny w Wojcieszynie

## Pożar
3 grudnia 2005 roku po godzinie 18:00 w trakcie mszy św. wybuchł pożar. W tym czasie na mszy było 20 osób. Najbardziej dramatyczną chwilą było zawalenie się wieży historycznego kościoła.